# Ormen Friske
Pour les articles homonymes, voir Ericson et Erickson.
Le Ormen Friske est le nom donné à la réplique suédoise du bateau de Gokstad exposé au Musée des navires vikings d'Oslo, une épave d'un bateau viking de la fin du IXe siècle. 

Celle-ci a été découverte en 1880 dans un large monticule funéraire près de la ferme Gokstad, dans la région de Sandefjord dans le Vestfold, Norvège.

Le Ormen Friske est une copie à l'échelle de ce type de bateau.

## Histoire
L'Ormen Friske a été construit durant le printemps 1949 dans un centre de formation sportive de Stensund en Suède et lancé en juin de la même année.

Ce drakkar a coulé dans une tempête au milieu le 22 juin 1950 dans le Baie Allemande en mer du Nord. Les 15 membres d'équipage ont péri dans ce naufrage.
La catastrophe de l'Ormen Friske a été considérée comme inexplicable jusqu'à maintenant. Son naufrage n'a été connu qu'à la récupération de deux pièces principales retrouvés proches des Îles frisonnes septentrionales, la poupe vers l'ile Pellworm et la proue entre les îles Amrum et Sylt.